# ダイアナ・リグ
ダイアナ・リグ（Diana Rigg、本名：Dame Enid Diana Elizabeth Rigg DBE、1938年7月20日 - 2020年9月10日）は、イギリスの女優。
イギリスのテレビシリーズおしゃれ(秘)探偵（1965年-1968年）でのエマ・ピール役、007シリーズのボンドガール役（女王陛下の007（1969年））、近年ではゲーム・オブ・スローンズ（2013年–2017年）のオレナ・レッドワイン役で知られている。
ロンドンとニューヨークの両方で映画と演劇で多くの作品に出演し、1994年のトニー賞で最優秀女優賞を受賞。長年の演劇・ドラマでの活躍が認められ1988年に大英帝国勲章のCBE勲章、1994年にデイムを受勲している。

## 来歴
イングランド・サウス・ヨークシャー州ドンカスター出身。子供の頃は父親の仕事の都合で、インドに住んだこともあった。
ロンドンの王立演劇学校で演技を学び、1955年にデビュー。1959年から数年、ロイヤル・シェイクスピア・カンパニーにも参加した。
1965年よりテレビシリーズ『おしゃれ(秘)探偵』に出演、番組のヒットにより一躍スターとなるが、プライバシーがなくなったこと、ギャラが不当に安かったことなどが原因で2年で降板した。その後もテレビと舞台で活躍する。
1969年、007シリーズ『女王陛下の007』のボンドガールに選ばれ、トレイシー（テレサ）・ディ・ヴィンチェンゾ役を演じた。
1994年、演劇・ドラマでの長年の活躍が認められデイムの称号を授与された。同年、舞台『メデイア』（"Medea"）でトニー賞を受賞。そのほかにも『ヴァージニア・ウルフなんか怖くない』、『フォーリーズ』など様々な舞台に立ち、高い評価を得ている。
2013年、ドクター・フーのビクトリア朝時代の「深紅の恐怖」というエピソードで、娘のレイチェル・スターリング、マット・スミス、ジェナ・ルイーズ・コールマンと一緒に出演した。このエピソードは、彼女と彼女の娘のために特別に作成された。母と娘が同じ作品に出演したのは、2000年のNBC映画「In the Beginning 」以来であった。
同じ年から、リグはHBOシリーズのゲーム・オブ・スローンズに出演し始め、マージェリー・タイレルの父方の祖母である"茨の女王"オレナ・レッドワイン（オレナ・タイレル）という機知に富んだ貴族女性の政治家を演じた。 この役の出演が評価されエミー賞にノミネートされた。

### プライベート

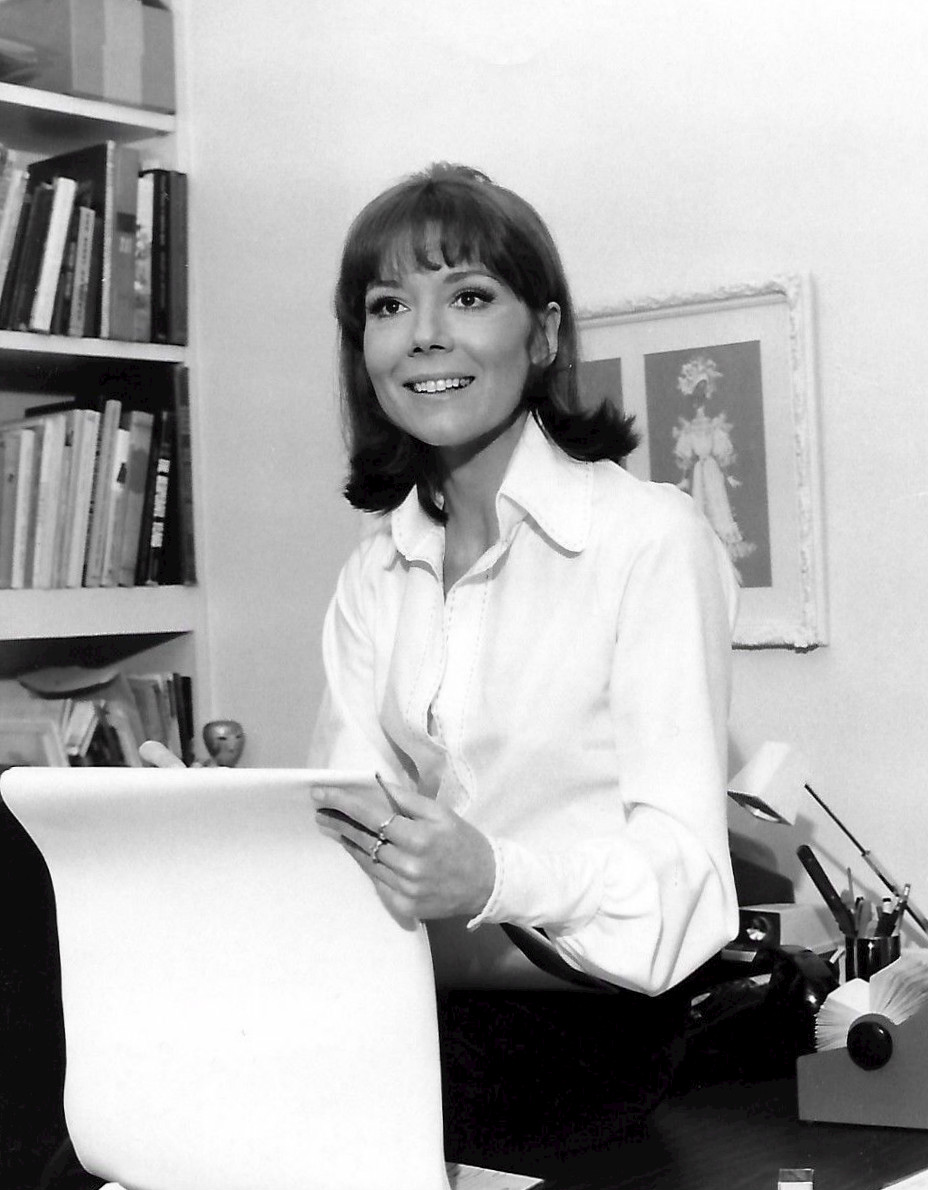
1973年

1973年にイスラエルの画家Menachem Gueffenと結婚するが1976年に離婚。1982年に舞台演出家のArchie Stirlingと再婚するが1990年に離婚。1977年に生まれた娘のレイチェル・スターリングも女優になった。

### 死去
2020年9月10日、82歳でロンドンの自宅で亡くなった。自身の娘であるレイチェルによると、リグの死因はがんであり、3月に診断されていたという。

## 主な出演作品
| 公開年    | 邦題 原題                                                                            | 役名                                           | 備考                                     |
| --------- | ------------------------------------------------------------------------------------ | ---------------------------------------------- | ---------------------------------------- |
| 1965-1968 | おしゃれ㊙探偵 The Avengers                                                          | エマ・ピール（Emma Peel ）                     | テレビシリーズ、主演で51エピソードに出演 |
| 1969      | 世界殺人公社 The Assassination Bureau                                                | ソニア・ウィンター                             |                                          |
| 1969      | 女王陛下の007 On Her Majesty's Secret Service                                        | テレサ（Contessa Teresa di Vicenzo ）          |                                          |
| 1970      | ジュリアス・シーザー Julius Caesar                                                   | ポーシャ（Portia ）                            |                                          |
| 1971      | ホスピタル The Hospital                                                              | バーバラ・ドラモンド                           |                                          |
| 1973      | シェークスピア連続殺人!!血と復讐の舞台 Theater of Blood                              | エドウィナ・ライオンハート                     |                                          |
| 1977      | リトル・ナイト・ミュージック A Little Night Music                                    | シャーロット                                   |                                          |
| 1981      | マペットの大冒険/宝石泥棒をつかまえろ! The Great Muppet Caper                        | レディ・ホリデイ                               |                                          |
| 1982      | 地中海殺人事件 Evil Under the Sun                                                    | アーレナ・マーシャル（Arlena Stuart Marshall） |                                          |
| 1982      | 検察側の証人 Witness for the Prosecution                                             | クリスティン                                   | テレビ映画                               |
| 1983      | リア王 King Lear                                                                     | Regan                                          | テレビ映画                               |
| 1992      | レディ・ウェポン Running Delilah                                                     | ジュディス                                     | テレビ映画                               |
| 1994      | グッドマン・イン・アフリカ A Good Man in Africa                                      | クロエ・ファンショー                           |                                          |
| 1995      | 亡霊の館 The Haunting of Helen Walker                                                | ミセス・グロース                               | テレビ映画                               |
| 1996      | サムソンとデリラ Samson and Delilah                                                  | マーラ                                         | テレビ映画                               |
| 1996      | モール・フランダース〜燃ゆる運命の炎〜 The Fortunes and Misfortunes of Moll Flanders | Mrs. Golightly                                 | テレビ映画                               |
| 1998-2000 | ブラッドリー夫人の推理 The Mrs. Bradley Mysteries                                    | ブラッドリー夫人                               | テレビシリーズ、主役で5エピソードに出演  |
| 2000      | イン・ザ・ビギニング In the Beginning                                                | Mature Rebeccah                                | テレビ映画                               |
| 2005      | ハイジ Heidi                                                                         | ゼーゼマン夫人                                 |                                          |
| 2013-2017 | ゲーム・オブ・スローンズ Game of Thrones                                             | オレナ・レッドワイン                           | HBOドラマシリーズ                        |
| 2017      | ブレス しあわせの呼吸 Breathe                                                        | ネヴィル                                       |                                          |
| 2021      | ラストナイト・イン・ソーホー Last Night In Soho                                      |                                                | 死後に公開                               |

## 参照
1. ↑  “Actress Dame Diana Rigg dies aged 82” (英語). BBC News. (2020年9月10日) 2020年9月11日閲覧。
2. 1 2  Meet... Dame Diana Rigg, BBC South Yorkshire. accessed on 14 July 2006.
3. ↑  Nigel Farndale (2008年8月17日). “Diana Rigg: her story”. Daily Telegraph 2011年8月20日閲覧。
4. ↑  Carpani, Jessica (2020年9月10日). “Dame Diana Rigg has died at the age of 82” (英語). The Telegraph. ISSN 0307-1235 2020年9月11日閲覧。